# 沃尔夫冈·萨瓦利希
沃尔夫冈·萨瓦利希（德語：Wolfgang Sawallisch，1923年8月26日—2013年2月22日），德国指挥家、钢琴家。

## 生平
萨瓦利希在1923年生于慕尼黑，1953年他成为亚琛最年轻的音乐总监。
他1960年至1970年担任维也纳交响乐团的首席指挥，同时也是汉堡爱乐乐团的音乐总监。1970年至1980年他继保罗·克莱特基之后成为瑞士罗曼德管弦乐团音乐总监，1971至1990年则是巴伐利亚国家歌剧院的艺术总监。从1993年起他开始指揮费城管弦乐团。
他录制过很多唱片，到过很多歌剧院和音乐节作演出，如拜罗伊特音乐节、萨尔斯堡音乐节等。他的演出目录很广，包括古典，浪漫时期的，特别是后浪漫主义的理查·施特劳斯和保罗·欣德米特的作品。作为钢琴家他则曾为迪特里希·菲舍尔-迪斯考和伊丽莎白·施瓦茨科普夫伴奏。
沃尔夫冈·萨瓦利希教授在2003年建立了一个基金会，用于促进年轻音乐家的教育。